# Pyrrosia laevis
Pyrrosia laevis là một loài thực vật có mạch trong họ Polypodiaceae. Loài này được (J. Sm. ex Bedd.) Ching miêu tả khoa học đầu tiên năm 1935.